# Hovoransko-Čejkovicko
Das europäische Vogelschutzgebiet Hovoransko-Čejkovicko liegt in Südmähren im Süden Tschechiens. Das etwa 14 km² große Vogelschutzgebiet umfasst einen Teil des Gayaer Hügellands. Es handelt sich um eine kleinbäuerlich bewirtschaftete, strukturreiche Kulturlandschaft in einem trocken-kontinentalen Klima.

## Schutzzweck
Folgende Vogelarten sind für das Gebiet gemeldet; Arten, die im Anhang I der Vogelschutzrichtlinie geführt sind, sind mit * gekennzeichnet:
| Bild             | Anhang I | EU Code | Art              | wissenschaftlicher Name |
| ---------------- | -------- | ------- | ---------------- | ----------------------- |
| Blutspecht       | *        | A429    | Blutspecht       | Dendrocopos syriacus    |
| Ortolan          | *        | A379    | Ortolan          | Emberiza hortulana      |
| Sperbergrasmücke | *        | A307    | Sperbergrasmücke | Sylvia nisoria          |